# IC 3046
IC 3046 — галактика типу Sc (компактна спіральна галактика) у сузір'ї Діва.
Цей об'єкт міститься в оригінальній редакції індексного каталогу.